# Studierendenwerk Erlangen-Nürnberg
Das Studierendenwerk Erlangen-Nürnberg ist eine Anstalt des öffentlichen Rechts mit Sitz in Erlangen. Als Studentenwerk berät, fördert und versorgt es Studierende in Mittelfranken, Eichstätt und Ingolstadt.
Zum Zuständigkeitsbereich zählen:
- Friedrich-Alexander-Universität Erlangen-Nürnberg
- Technische Hochschule Nürnberg Georg Simon Ohm
- Katholische Universität Eichstätt-Ingolstadt
- Technische Hochschule Ingolstadt
- Hochschule für angewandte Wissenschaften Ansbach
- Hochschule Weihenstephan-Triesdorf
- Evangelische Hochschule Nürnberg
- Hochschule für Musik Nürnberg
- Akademie der Bildenden Künste Nürnberg
- Augustana-Hochschule Neuendettelsau

Das Studierendenwerk betreibt zehn Mensen und 16 Cafés.